# Adap jezik
Adap jezik (ISO 639-3: adp), jedan od dvanaest južnotibetanskih jezika, šire tibetske skupine, kojim u selu Ada govori nepoznat broj ljudi u provinciji Wangdue Phodrang u središnjem Butanu.
Možda je identičan jeziku tapadamteng

## Vanjske poveznice
- Ethnologue (14th)
- Ethnologue (15th)